# Ixtlán (Messico)
Ixtlán è una municipalità dello stato di Michoacán, nel Messico centrale, il cui capoluogo è la località di Ixtlán de los Hervores.
La municipalità conta 13.584 abitanti (2010) e ha un'estensione di 124,36².
Il significato del nome della località in lingua chichimeca è Luogo dove abbonda la fibra del maguey.